# James Ussher
James Ussher (født 4. januar 1581, død 21. marts 1656) var en irsk ærkebiskop og teolog, især kendt fordi han mente at kunne datere verdens skabelse til år 4004 f.Kr..

## Liv
Ussher blev 1607 professor i teologi i Dublin, 1621 biskop i Meath og 1625 ærkebiskop i Armagh og Irlands primas i Church of Ireland. I tale og skrift førte han en ihærdig kamp mod den romerske kirke og paven. Som ærkebiskop søgte han ivrigt, men uden større held, at redde den irske kirkes selvstændighed over for den engelske fordring på overhøjhed.
I teologisk henseende var han under calvinistisk indflydelse, men levede på god fod med ærkebiskoppen i Canterbury William Laud. På grund af denne mellemstilling blev han brugt som formidler mellem de højkirkelige og de revolutionære, men mislykkedes med denne rolle og mistede i revolutionens storme såvel embede som personlig ejendom. Det lykkedes ham blot at redde sit bibliotek. 
Trofast holdt han fast ved Karl I, hvis henrettelse han overværede. Sine sidste år tilbragte han i tilbagetrukkethed, beskæftiget med lærde studier. Cromwell behandlede ham høfligt, men tilbageviste ham ihærdigt når han ville lægge sig ud med anglikanerne.

## Udgivelser
Hans mange efterladte skrifter er dels af apologetisk-polemiskt art, dels er de arkæologisk-kirkehistoriske og kronologiske. Af de betydende er Britannicarum ecclesiarum antiquitates (1639, forøget med nyt materiale 1677 og 1687) og Chronologia sacra (1660).
Ussher fremlagde i sit mest kendte værk, Annales veteris testamenti a prima mundi origine deducti ("Det Gamla Testamentes annaler afledt fra verdens skabelse") (1650), at verden blev skabt 4000 år før Jesu fødsel. 
Ussher var, som så mange andre teologisk skolede i sin samtid, i tvivl om Jesu egentlige fødselsår virkelig var år nul. Derfor daterede han i sit forord til det store skrift udgivelsen til år 1650, men tilføjede 1654 efter Herrens virkelige fødselstidspunkt. Usshers antagelse var nemlig at Herrens egentlige fødelselår var 4 f.Kr. Antagelsen bygger på at det var dette år kong Herodes gav ordre om mord på alle drengebørn i Betlehem; altså må verdens skabelse være 4004 f.Kr. 
Endnu tidligere med en nøjagtig angivelse havde den italiensk-franske filolog Joseph Scaliger (1540-1609) været. Han havde 1583 i sin De emendatione temporum ("Om forbedring af tidsregningen") beskrevet de forskellige tidligere tidsregningssystemer, og derigennem muliggjort en samlet kronologi for antikkens historie. Scaliger gav sig også i kast med de bibelske slægtstavler og ved at lave kalkyler og beregninger af disse kunne han nå frem til at skabelsen havde fundet sted 23. april 3949 f.Kr., et år som ikke ligger så langt fra hvad Johannes Kepler senere skulle nå frem til (3992 f.Kr.). Også Newton holdt sig i sine beregninger omkring de 4000 f.Kr. i sin datering.